# Aleja marsz. Józefa Piłsudskiego w Łodzi
Aleja marszałka Józefa Piłsudskiego w Łodzi – jedna z głównych ulic Łodzi, która na odcinku od skrzyżowania z al. marsz. Edwarda Śmigłego-Rydza w kierunku wschodnim jest także częścią drogi wojewódzkiej nr 713, łączącej Łódź z Januszewicami.
Aleja stanowi fragment głównej, trzypasmowej arterii miasta potocznie nazywanej łódzką trasą W-Z (trasa na kierunku wschód-zachód). Trasa W-Z jest drogą łączącą (również za pomocą linii tramwajowej) śródmieście miasta z dwoma największymi osiedlami mieszkaniowymi Łodzi: Widzewem-Wschodem (na wschodzie) i Retkinią (na zachodzie).

## Historia
W 1840 r., w ramach włączenia nowych terenów w obszar rozwijającego się za sprawą przemysłu włókienniczego miasta, została m.in. utworzona za fragmentem dotychczasowej wschodniej granicy miasta tzw. Nowa Dzielnica, której osią komunikacyjną została ulica Główna (d. szosa rokicińska). Zaczynała się od ulicy Piotrkowskiej, a kończyła się przy ulicy Targowej, na wysokości Wodnego Rynku (ob. pl. Zwycięstwa) i parku Źródliska.
Szosa (droga) rokicińska była podówczas znaczącą arterią komunikacyjną łączącą Łódź z Rokicinami, w których znajdowała się stacja kolejowa na linii Kolei Warszawsko-Wiedeńskiej.  Do chwili budowy Drogi Żelaznej Fabryczno-Łódzkiej do Koluszek, Łódź zaopatrywała się poprzez tę stację w surówce (przede wszystkim bawełnę i węgiel) oraz wywoziła swoje produkty włókiennicze – głównie na teren Cesarstwa Rosyjskiego. Stąd nazwa ulica „Główna”, jako podstawowy dla funkcjonowania łódzkiego przemysłu włókienniczego trakt komunikacyjny. Duże obciążenie tej trasy często powodowało, że wozy konne z ładunkiem wracały do miasta ulicą Nawrot.
W latach 60. XIX w. w ówczesnej wsi Widzew położonej wzdłuż szosy rokicińskiej, dwaj łódzcy fabrykanci Juliusz Kunitzer i Henryk Grohman zbudowali dwie duże fabryki: „Widzewską Manufakturę” (zakłady przemysłu bawełnianego) oraz fabrykę nici.
Kolejne nazwy ulicy:
- szosa/ulica Rokicińska (do 1827)
- ulica Główna (1827–1915)
- Hauptstrasse (1915–1918)
- ulica Główna (1918–1939)
- Rudolf Heß Straße (1940–1941)
- Ostlandstrasse (1941–1945)
- ulica Główna 1945
- ulica Józefa Stalina (1945–1956)
- ulica Główna (1956–1979)
- aleja Adama Mickiewicza (1979–1990) (po 1990 aleja Adama Mickiewicza pozostała na zachód od Piotrkowskiej)
- aleja marsz. Józefa Piłsudskiego (od 1990)
- na odcinku wschodnim: ulica Rokicińska (do 1939), Armii Czerwonej (1945–1990), aleja marsz. Józefa Piłsudskiego (od 1990)

## Obiekty
Współcześnie ulica pełni rolę miejsca, wzdłuż którego funkcjonują obiekty użyteczności publicznej oraz centra handlowo-biznesowo-rozrywkowe Łodzi.
Tworzą je:
- Palmiarnia
- centra handlowe: Tulipan, Galeria Łódzka
- Multikino Łódź
- główna siedziba mBanku
- oddziały banków: Santander Bank Polska, Pekao SA, PKO BP, Deutsche Bank oraz Bank Millennium
- Centrum biurowe Forum 76
- biurowce: „Orange Plaza”, „Intraco”
- Widzewska Manufaktura
- Urząd Marszałkowski województwa łódzkiego
- stadion Widzewa Łódź i pomnik „Twórców Wielkiego Widzewa”

## Galeria

Galeria wybranych obiektów przy oraz w pobliżu al. Piłsudskiego
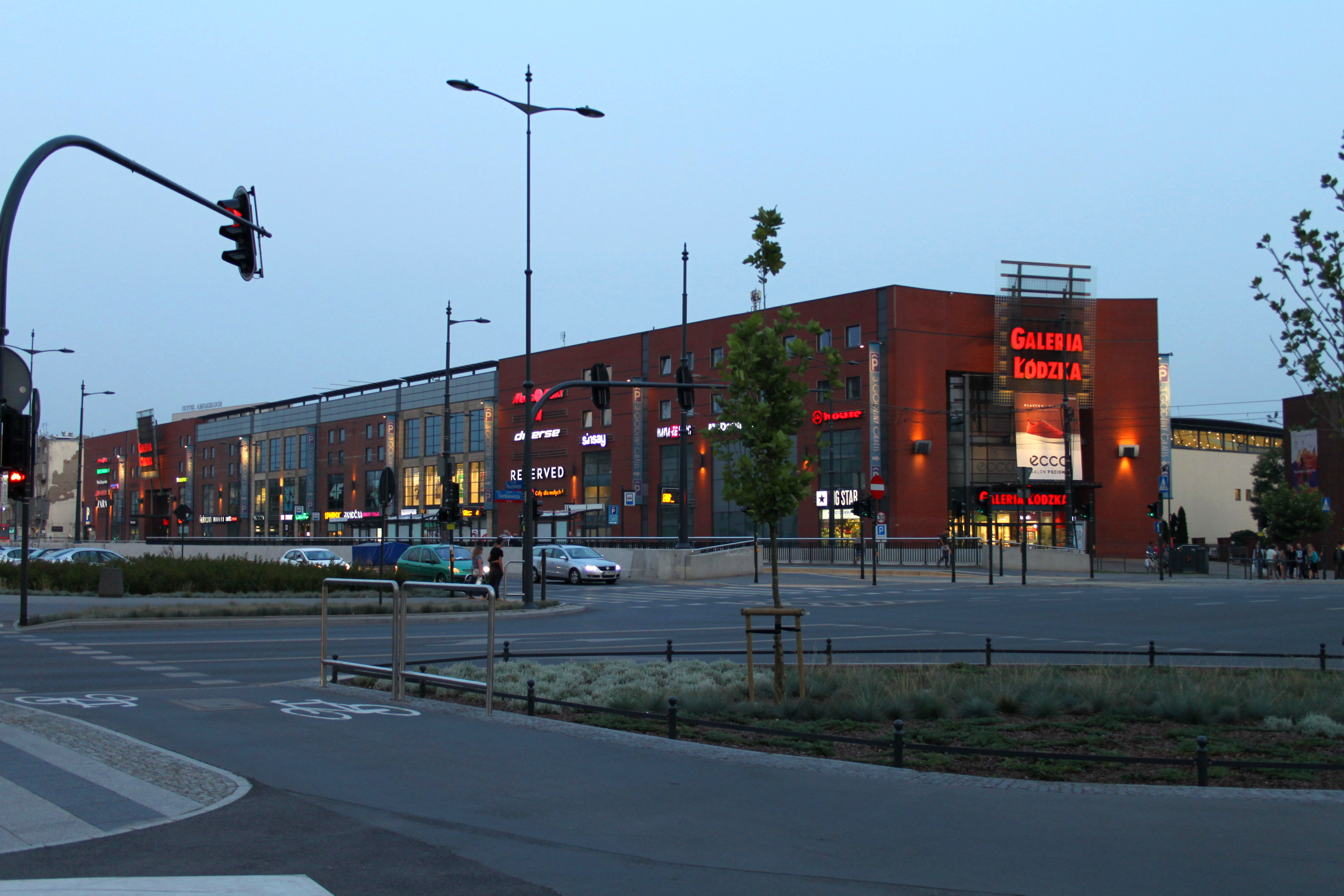
Galeria Łódzka
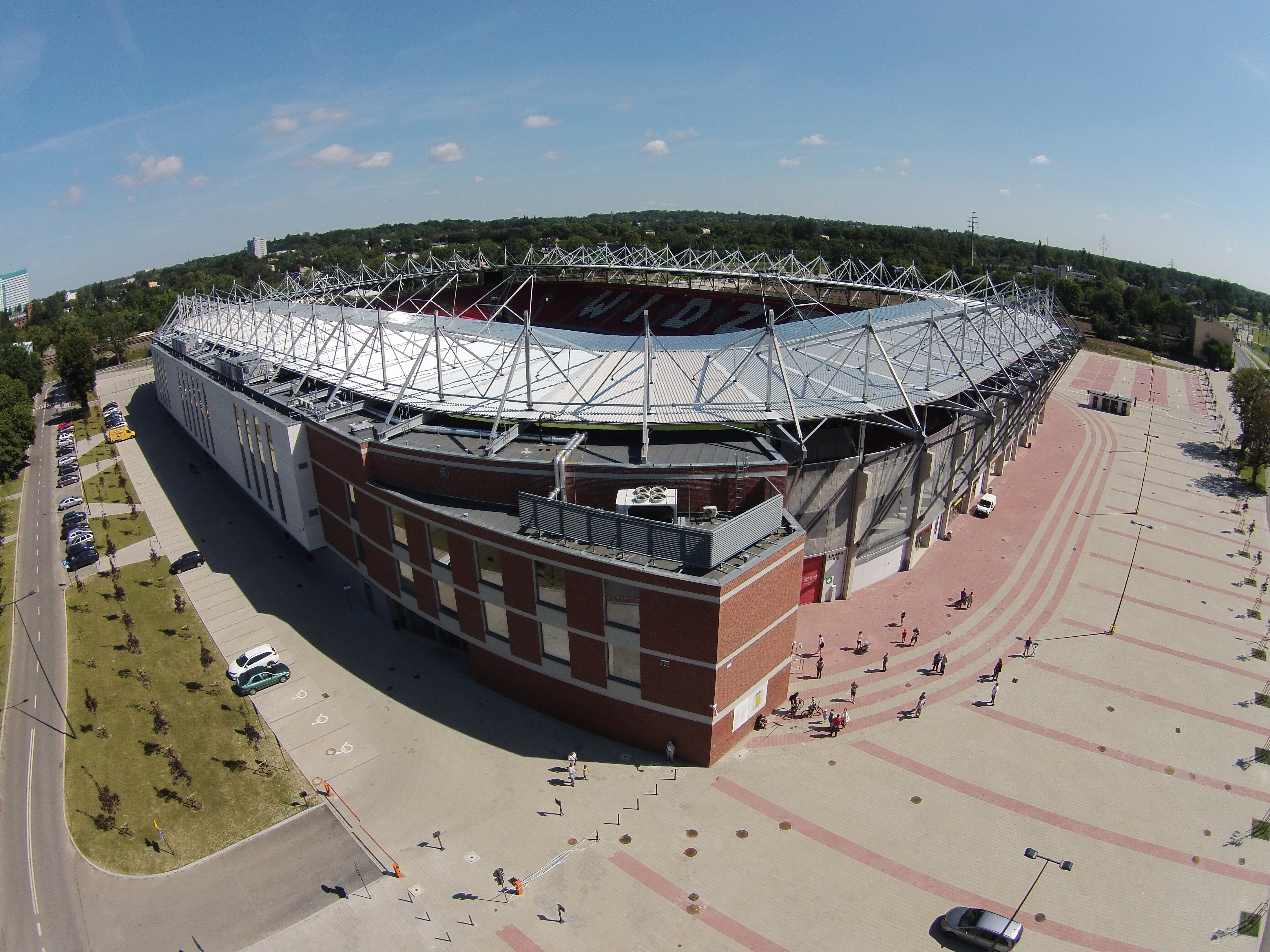
Stadion Widzew Łódź
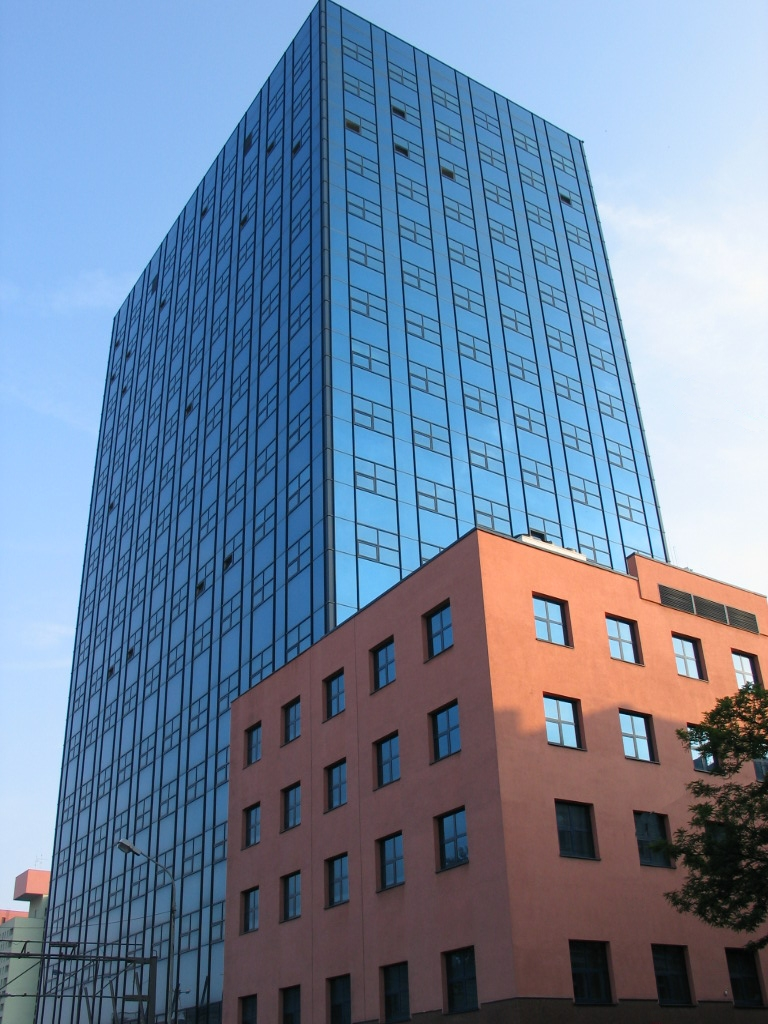
Orion Business Tower
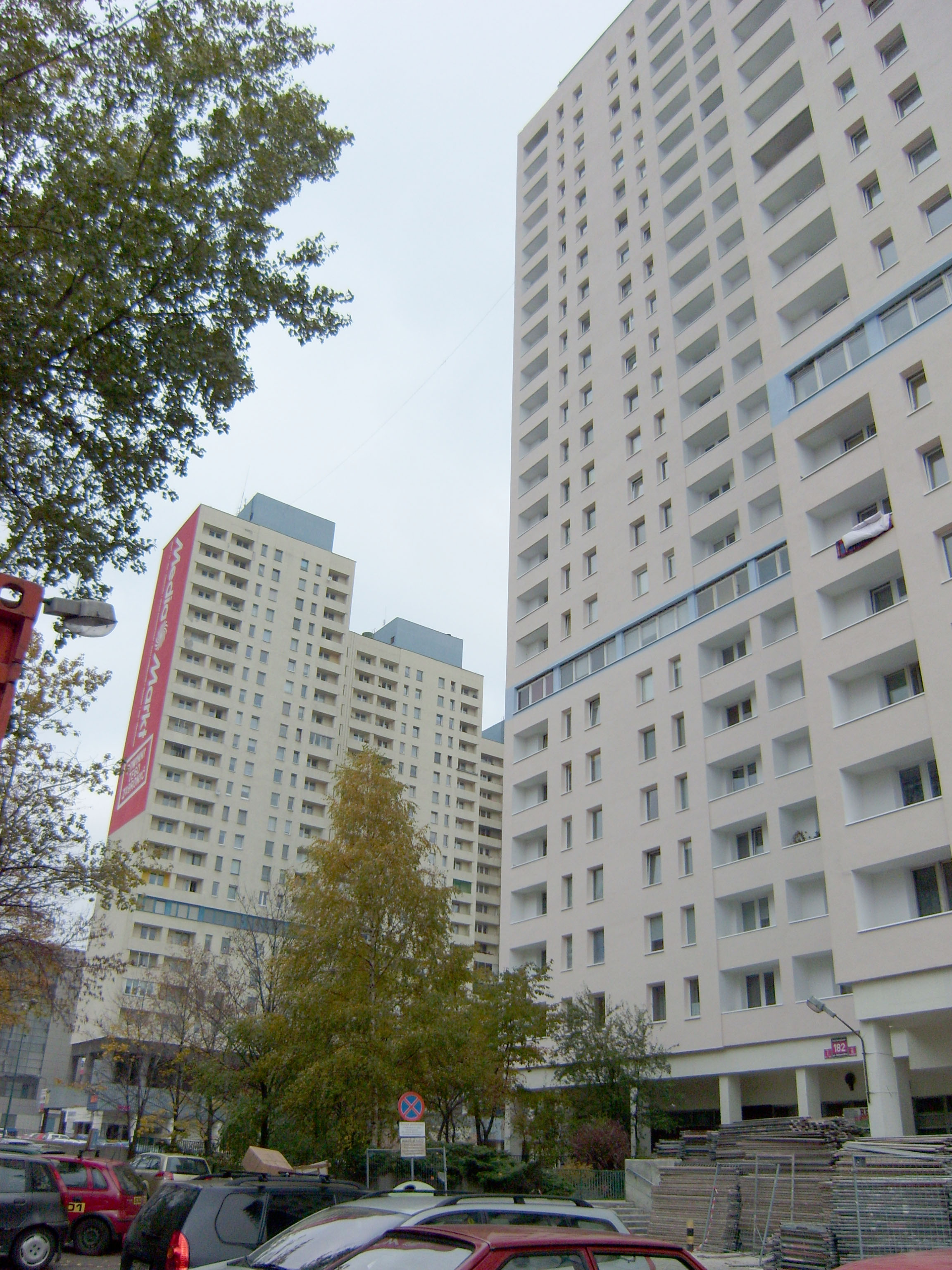
Śródmiejska Dzielnica Mieszkaniowa
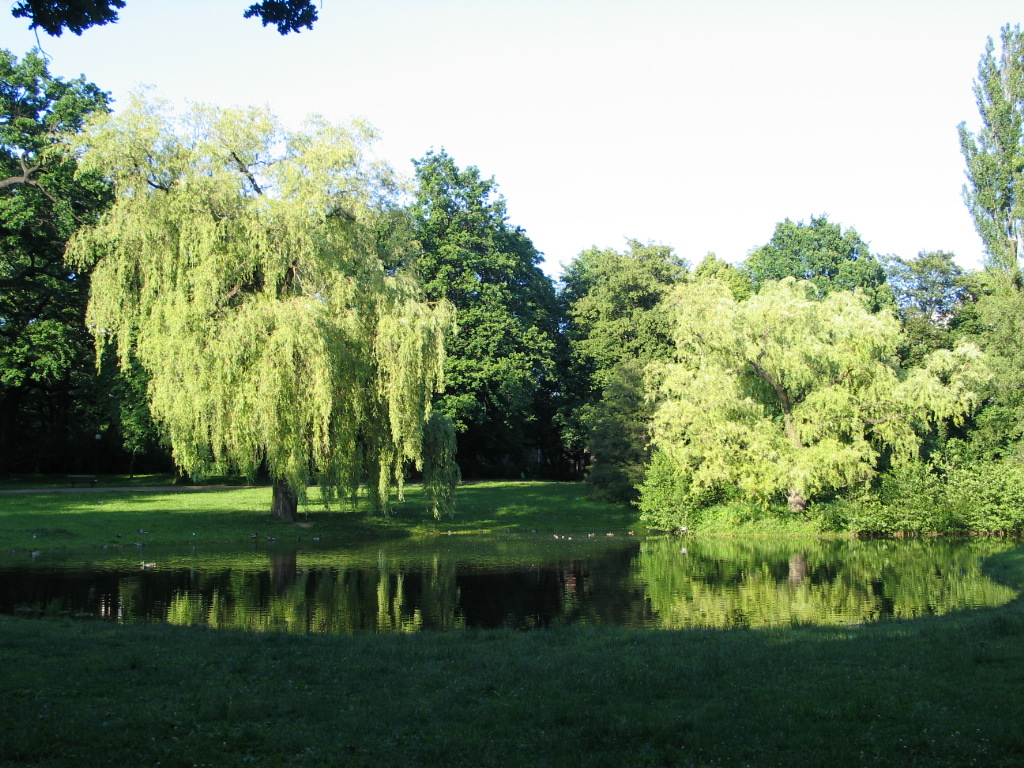
Park Źródliska